# Аль-Хаджж
Аль-Хаджж (араб. الحج — Паломничество) — двадцать вторая сура Корана. Сура мединская.  Состоит из 78 аятов.

## Содержание
Данная сура начинается напоминанием о могуществе Аллаха и о великом страхе, который охватит людей в День воскресения. В суре рассказывается о тех, кто ведёт спор и препирается об Аллахе без знания, по невежеству. Затем говорится об истине воскресения, доказательством которого служит сотворение человека и растений. В данной суре сказано о хадже (паломничестве), его обрядах и их важном значении в исламе. В суре дается разрешение верующим вести оборонительное сражение. В конце суры указывается на то, что идолы, которым поклоняются многобожники, не в силах сотворить даже самое слабое существо — такое, как муха. Сура призывает выстаивать молитву, раздавать закят, соблюдать обряды ислама, поклоняться Аллаху, сражаться за него.

О люди! Бойтесь вашего Господа! Воистину, сотрясение Часа является ужасным событием. ۝ В тот день, когда вы увидите его, каждая кормящая мать забудет того, кого она кормила, а каждая беременная женщина выкинет свой плод. Ты увидишь людей пьяными, но они не будут пьяны, зато мучения от Аллаха будут тяжки. ۝ Среди людей есть такие, которые спорят об Аллахе, не имея знаний, и следуют за всяким мятежным дьяволом. ۝ Ему было предписано, что любого, кто сочтёт его своим покровителем и помощником, он введёт в заблуждение и приведёт к мучениям в Пламени.
— Коран 22:1—4 (Кулиев)